# M60 (mitraljez)
M60 (tudi M-60, uradno Machine Gun, 7.62mm, M60) je družina ameriških mitraljezov, ki uporabljajo naboj 7,62x51 NATO. V oboroženih silah ZDA ga je skoraj popolnoma zamenjal M240 B kot osnovni mitraljez. Vseeno ostaja v uporabi kot del oborožitve vozil, plovil in zrakoplovov.